# Martin Fritz
Martin Fritz (24 ottobre 1994) è un combinatista nordico austriaco.

## Biografia
Fritz, attivo in gare FIS dal dicembre del 2009, in Coppa del Mondo ha esordito il 21 gennaio 2013 a Seefeld in Tirol (47º) e ha colto il suo primo podio il 5 gennaio 2019 a Otepää (3º). Ai Mondiali di Seefeld in Tirol 2019, suo esordio iridato, è stato 15º nel trampolino normale, mentre a quelli di Oberstdorf 2021 si è classificato 21º nel trampolino normale; l'anno dopo ai XXIV Giochi olimpici invernali di Pechino 2022, suo esordio olimpico, si è piazzato 12º nel trampolino normale e 4º nella gara a squadre. Ai Mondiali di Planica 2023 ha vinto la medaglia di bronzo nella gara a squadre ed è stato 14º nel trampolino normale e 17º nel trampolino lungo e a quelli di Trondheim 2025 ha vinto la medaglia d'argento nella gara a squadre e si è classificato 9º nel trampolino normale.

## Palmarès

### Mondiali
- 2 medaglie:
  - 1 argento (gara a squadre a Trondheim 2025)
  - 1 bronzo (gara a squadre a Planica 2023)

### Mondiali juniores
- 2 medaglie:
  - 1 oro (gara a squadre a Val di Fiemme 2014)
  - 1 bronzo (10 km a Val di Fiemme 2014)

### Coppa del Mondo
- Miglior piazzamento in classifica generale: 12º nel 2020
- 3 podi (1 individuale, 2 a squadre):
  - 1 secondo posto (a squadre)
  - 2 terzi posti (1 individuale, 1 a squadre)